# Charles Avery
Charles Avery (28 de mayo de 1873-23 de julio de 1926) fue un actor y director cinematográfico de nacionalidad estadounidense, activo en la época del cine mudo.
Uno de los siete originales Keystone Kops, Avery dirigió a Roscoe Arbuckle en treinta y una comedias producidas por Keystone Studios.

## Biografía
Su nombre completo era Charles Avery Bradford, y nació en Chicago, Illinois. Su hermana Charlotte también era actriz, al igual que su madre, Marie Stanley, y su padre era dramaturgo.
Inició su carrera como actor teatral, siendo algunos de sus papeles el del título en la obra La tía de Carlos, y el de Pegleg Hopkins en una adaptación de David Harum, en la cual William Henry Crane era el protagonista. Antes de empezar a trabajar en el cine para Biograph Company en 1908, Avery actuó en una gira con la obra The Clansman, en la cual encarnaba al Gobernador Shrimp.
En el ámbito cinematográfico, desde 1908 a 1909 Avery actuó en 33 cortos bajo la dirección de D. W. Griffith y Fred J. Balshofer, usualmente en papeles de reparto, y a menudo trabajando junto a Mack Sennett. En 1912, cuando Mack Sennett fue a dirigir Keystone Studios, él le siguió junto a Mabel Normand, Fred Mace y Ford Sterling. Avery formó parte de los Keystones Cops desde la primera aparición del grupo en el film Hoffmeyer's Legacy, y mantuvo su papel en comedias de la serie como Bangville Police y The Gangsters.
En 1913 empezó a dirigir, siendo su primer título Across the Alley, de Keystone Studios. Avery dirigió a Sydney John Hawkes en la serie de filmes Gussie y a Charles Murray en otra serie, Hogan. Además, continuó actuando, destacando su participación en los tres primeros filmes de los Keystone Kops.
Tras dejar atrás la dirección en los años 1920, Avery hizo papeles de reparto en westerns de bajo presupuesto como The Rambling Ranger y Western Rover.
Charles Avery fue encontrado muerto el 23 de julio de 1926 en su domicilio en Los Ángeles, California. Su muerte fue considerada un suicidio. Fue enterrado en el Cementerio Hollywood Forever.

## Filmografía[11]

### Actor

#### Biograph
| - 1908 Father Gets in the Game, de D.W. Griffith - 1908 The Taming of the Shrew, de D.W. Griffith - 1908 The Valet's Wife, de D.W. Griffith - 1908 The Helping Hand, de D.W. Griffith - 1909 Love Finds a Way, de D.W. Griffith - 1909 A Wreath in Time, de D.W. Griffith - 1909 Tragic Love, de D.W. Griffith - 1909 The Salvation Army Lass, de D.W. Griffith - 1909 Jones and His New Neighbors, de D.W. Griffith - 1909 A Drunkard's Reformation, de D.W. Griffith - 1909 Confidence Dinner, de D.W. Griffith - 1909 Twin Brothers, de D.W. Griffith - 1909 Tis an Ill Wind That Blows No Good, de D.W. Griffith - 1909 The Suicide Club, de D.W. Griffith - 1909 One Busy Hour, de D.W. Griffith - 1909 The French Duel, de D.W. Griffith - 1909 The Jilt, de D.W. Griffith - 1909 Resurrection, de D.W. Griffith - 1909 Two Memories, de D.W. Griffith - 1909 Eradicating Aunty, de D.W. Griffith - 1909 What Drink Did, de D.W. Griffith - 1909 The Violin Maker of Cremona, de D.W. Griffith - 1909 El teléfono, de D.W. Griffith | - 1909 The Son's Return, de D.W. Griffith - 1909 Her First Biscuits, de D.W. Griffith - 1909 Was Justice Served?, de D.W. Griffith - 1909 The Peachbasket Hat, de D.W. Griffith - 1909 The Necklace, de D.W. Griffith - 1909 The Cardinal's Conspiracy, de D.W. Griffith y Frank Powell - 1909 A Strange Meeting, de D.W. Griffith - 1909 With Her Card, de D.W. Griffith - 1909 The Seventh Day, de D.W. Griffith - 1909 The Little Darling, de D.W. Griffith - 1909 Dooley's Thanksgiving Turkey, de Fred J. Balshofer - 1910 A Romance of the Prairie, de Fred J. Balshofer - 1910 Dooley's Holiday, de Fred J. Balshofer - 1910 Dooley Referees the Big Fight, de Fred J. Balshofer - 1910 The Man from Texas, de Fred J. Balshofer - 1910 Perils of the Plains, de Fred J. Balshofer - 1910 A Ranchman's Simple Son, de Fred J. Balshofer - 1912 The Brave Hunter, de Mack Sennett - 1912 Home Folks, de D.W. Griffith - 1912 The Would-Be Shriner, de Mack Sennett - 1912 Tragedy of the Dress Suit, de Mack Sennett - 1912 A Day's Outing, de Dell Henderson |

#### Keystone
| - 1912 Stolen Glory, de Mack Sennett - 1912 Hoffmeyer's Legacy, de Mack Sennett - 1913 A Double Wedding - 1913 The Elite Ball - 1913 The Sleuth's Last Stand - 1913 A Deaf Burglar - 1913 The Rural Third Degree - 1913 Mabel en soirée - 1913 The Man Next Door - 1913 The Chief's Predicament - 1913 Hide and Seek - 1913 Those Good Old Days - 1913 Cupid in a Dental Parlor - 1913 Bangville Police, de Henry Lehrman - 1913 That Ragtime Band - 1913 Algy on the Force - 1913 Their First Execution - 1913 Twixt Love and Fire, de Henry Lehrman - 1913 Toplitsky and Company (non crédité) - 1913 The Gangsters - 1913 Passions, He Had Three - 1913 Peeping Pete - 1913 A Bandit - 1913 Rastus and the Game Cock - 1913 Safe in Jail - 1913 The Telltale Light - 1913 Love and Rubbish - 1913 A Noise from the Deep - 1913 Get Rich Quick - 1913 Just Kids | - 1913 Cohen's Outing - 1913 The Riot - 1913 The Work Habit - 1913 The Firebugs - 1913 Mabel's New Hero - 1913 Fatty's Day Off - 1913 Mabel's Dramatic Career - 1913 When Dreams Come True - 1913 Billy Dodges Bills - 1913 Across the Alley - 1913 Their Husbands - 1913 A Healthy Neighborhood - 1913 A Quiet Little Wedding - 1913 The Janitor - 1913 Fatty at San Diego - 1913 Love Sickness at Sea - 1913 A Muddy Romance - 1913 Fatty Joins the Force - 1913 Cohen Saves the Flag - 1913 A Ride for a Bride, de George Nichols - 1913 The Gusher, de Mack Sennett - 1913 His Sister's Kids, de George Nichols - 1913 Zuzu, the Band Leader, de Mack Sennett - 1914 The Mystery of the Milk - 1914 Too Many Brides, de Mack Sennett - 1914 Hello, Mabel, de Mabel Normand - 1914 The Sea Nymps, de Roscoe Arbuckle |

#### Universal Pictures
| - 1925 The Fighting Ranger, de Jay Marchant - 1927 The Rambling Ranger, de Dell Henderson | - 1927 The Western Rover, de Albert S. Rogell |

### Director
| - 1913 Across the Alley - 1914 Across the Hall (codirigida con Mack Sennett) - 1914 The Knockout - 1914 Love and Salt Water - 1914 The Great Toe Mystery - 1914 Her Last Chance - 1914 Hogan's Annual Spree - 1914 His Second Childhood - 1915 Gussle's Wayward Path - 1915 Hogan's Wild Oats - 1915 Rum and Wall Paper - 1915 Hogan's Mussy Job - 1915 Hogan, the Porter - 1915 Hogan's Romance Upset - 1915 Hogan's Aristocratic Dream - 1915 Hogan Out West - 1915 Gussle's Day of Rest - 1915 The Beauty Bunglers - 1915 Gussle's Wayward Way - 1915 Their Social Splash (codirigida con Arvid E. Gillstrom) - 1915 Gussle's Backward Way (codirigida con Sydney John Hawkes) | - 1915 Gussle Tied to Trouble - 1915 Merely a Married Man - 1915 A Submarine Pirate (codirigida con Sydney John Hawkes) - 1916 A Modern Enoch Arden (codirigida con Clarence G. Badger) - 1916 His Lying Heart (codirigida con Ford Sterling) - 1916 His Last Scent - 1917 Her Birthday Knight - 1917 Her Candy Kid - 1917 Done in Oil - 1917 Skirt Strategy - 1917 The House of Scandal - 1917 The Bookworm Turns - 1917 A Janitor's Vengeance - 1917 The Girl and the Ring - 1917 A Matrimonial Accident - 1917 Her Donkey Love - 1917 His Unconscious Conscience - 1917 Caught in the End - 1919 A Kaiser There Was - 1921 The Riot (codirigida con Jimmy Aubrey) - 1921 The Applicant (codirigida con Jimmy Aubrey) |

### Teatro
| - La tía de Carlos (1897) - David Harum (1900) - David Harum (1902) | - Miss Elizabeth's Prisoner (1903) - David Harum (1904) - The Clansman (1906) |